# Sergiusz I (papież)
Sergiusz I (ur. w Palermo, zm. 8 września 701 w Rzymie) – święty Kościoła katolickiego, 84. papież w okresie od 15 grudnia 687 do 8 września 701.

## Życiorys
Był Syryjczykiem, z rodu pochodzącego z Antiochii, ale urodził się w Palermo na Sycylii. Przybył do Rzymu w okresie pontyfikatu Adeodata II. Otrzymał w tym okresie święcenia kapłańskie, a jeden z następców Adeodata Leon II mianował Sergiusza prezbiterem kościoła św. Zuzanny na Kwirynale.
Po śmierci papieża Konona w 687 doszło do podwójnej elekcji; jedno ze stronnictw wysunęło archidiakona Paschalisa, drugie – archiprezbitera Teodora. Paschalis był popierany przez egzarchę raweńskiego, gdyż ten przekupił go 100 funtami złota. Ostatecznie papieżem został Sergiusz, jako kandydat kompromisowy, zatwierdzony przez Teodora, a następnie także przez Paschalisa (który po cichu namawiał egzarchę Jana Platyna, do unieważnienia elekcji, do czego jednak nie doszło).

## Pontyfikat
W okresie pontyfikatu Sergiusza I doszło do poważnego sporu z Bizancjum. Papież odmówił uznania uchwał zwołanego przez cesarza Justyniana II soboru trullańskiego (w 692, gdzie m.in. ograniczono władzę papieską i potępiono celibat), cesarz w odpowiedzi nakazał uwięzić papieża. Nie doszło jednak do aresztowania, w obronie papieża stanął lud Rzymu oraz wojsko; wysłannicy cesarscy zostali wypędzeni.
Interesował się także sprawami Kościoła na Zachodzie – nadał paliusz arcybiskupowi Canterbury Bertwaldowi, przywrócił na stanowisko biskupa, Wilfryda z Yorku, a także konsekrował biskupa Rawenny, Damiana.
Papież Sergiusz I nakazał odrestaurować bazylikę św. Piotra oraz swój dawny kościół tytularny św. Zuzanny; 8 stycznia 688 uroczyście przeniesiono szczątki papieża Leona I Wielkiego do grobowca w bazylice św. Piotra. Sergiusz wprowadził zmiany liturgiczne – zwyczaj śpiewu Agnus Dei (Baranku Boży) do mszy, święto Ofiarowania Pańskiego do kalendarza liturgicznego, święto Podwyższenia Krzyża Świętego, procesje maryjne w święta Zwiastowania, Zaśnięcia, Narodzin i Oczyszczenia.
Udzielił sakry biskupiej późniejszemu świętemu, Willibrodowi.
Został pochowany w bazylice św. Piotra. Uznany za świętego, wspominany jest w katolickim kalendarzu liturgicznym 8 września.